# Kobzar

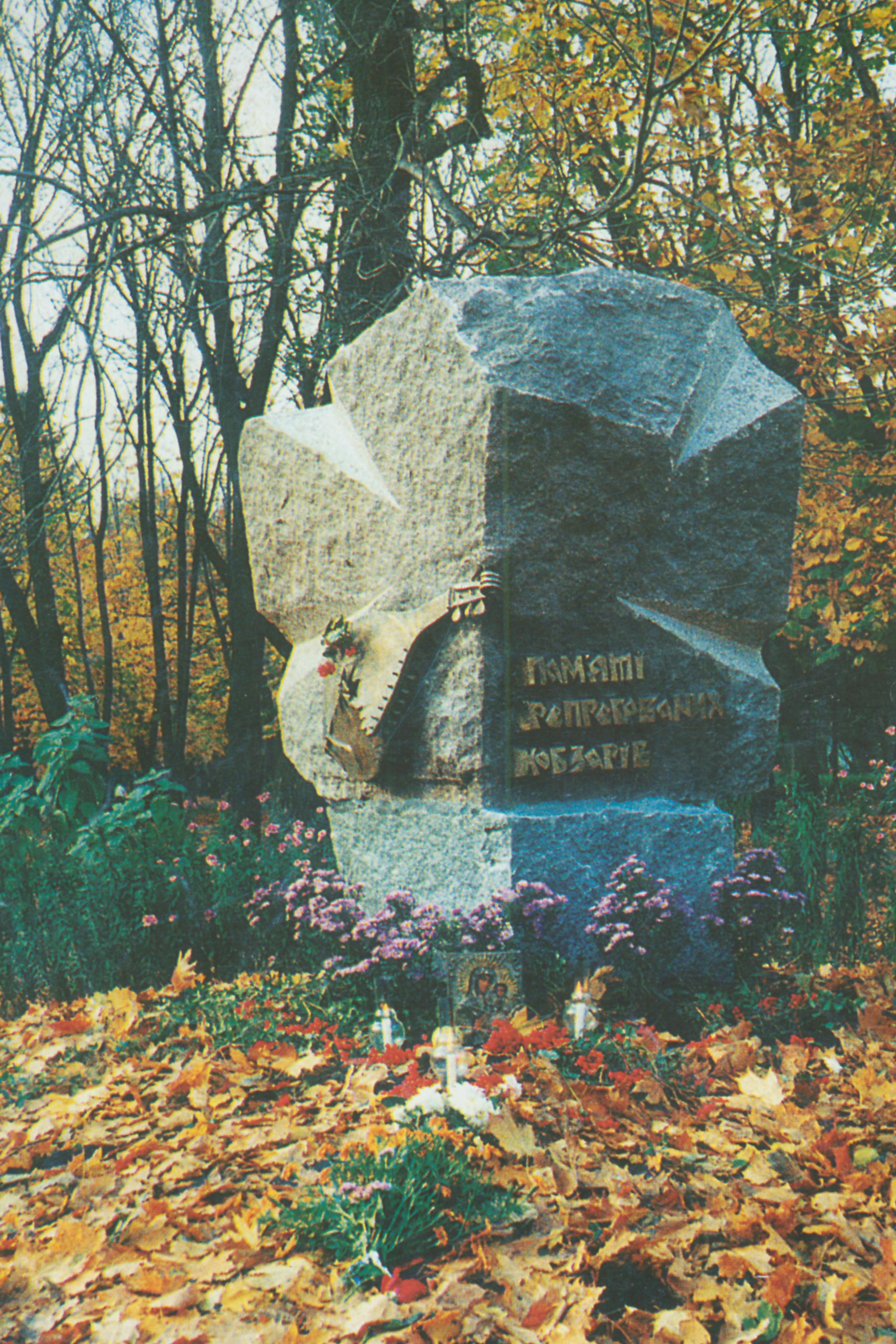
Bia tưởng niệm những người hát rong bị tử hình ở Kharkiv, Ukraina

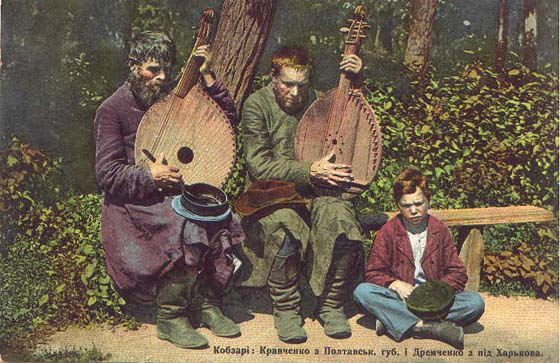
Những người hát rong ở Kharkiv, Ukraina

Kobzar (tiếng Ukraina: кобзар) là người hát rong ở Ukraina, thường là người lính Cô-dắc bị mù hát những bài hát tự sáng tác và sử dụng các nhạc cụ dân tộc như kobza hoặc bandura. Những người hát rong dân gian có một ý nghĩa quan trọng trong việc phát triển con người và văn hóa dân tộc, đặc biệt là thời kỳ chưa có chữ viết. Họ bảo tồn và truyền lại cho thế hệ tương lai những kiến thức quan trọng về quá khứ của tổ tiên bằng hình thức dễ thuộc dễ nhớ nhất là những câu chuyện qua những bài hát.
Những người hát rong rất phổ biến ở Ukraina từ năm 1930 trở về trước. Từ xưa những người hát rong thường tập hợp theo hội, gắn liền với phong trào Cô-dắc. Họ tham gia vào các cuộc khởi nghĩa của nông dân trên lãnh thổ Ukraina, đôi khi cả ở nước ngoài. Họ đứng ngoài vòng pháp luật, không tuân thủ chính quyền của Nga hoàng cũng như Liên Xô sau này, bởi thế họ bị coi là mối đe dọa cho quyền lực tập trung và thường bị đàn áp.